# Die Kriminalfälle des Majors Zeman
Die Kriminalfälle des Majors Zeman (tschechisch 30 případů majora Zemana ‚Die 30 Fälle des Majors Zeman‘) ist eine tschechoslowakische Fernsehserie von Jiří Sequens, die von 1974 bis 1979 in 30 Episoden produziert wurde. Die deutsche Fassung entstand bei der DEFA und wurde ab März 1976 vom Fernsehen der DDR ausgestrahlt.

## Handlung
Die Serie wurde zum 30. Jahrestag der Gründung des SNB (Sbor národni bezpečnost = Nationales Sicherheitskorps) produziert, das 1945 gegründet wurde. Es bestand seit 1948 aus zwei Abteilungen, der Öffentlichen Sicherheit (Veřejná bezpečnost) und der Staatssicherheit (StB = Statni bezpečnost). Sie spielt im Zeitraum von 1945 bis 1973. Die in sich abgeschlossenen Episoden basieren zum Teil auf authentischen Fällen.
Held der Serie ist der kommunistische Fabrikarbeiter Jan Zeman, der im Zweiten Weltkrieg von der deutschen Besatzungsmacht in ein Konzentrationslager eingeliefert wurde. Auf Anraten von Genossen tritt er 1945 in den SNB ein und wird im Laufe der Serie vom einfachen Polizeibeamten bis zum Major befördert. Er bearbeitet sowohl normale Kriminalfälle als auch Angelegenheiten von Sabotage und Spionage.

## Episodenliste

### Staffel 1
| Nr. (ges.) | Nr. (St.) | Deutscher Titel    | Originaltitel         | Regie        | Drehbuch     | Premiere ČSSR (ČST) | Dt. Premiere (DFF 1) | Jahr der Handlung |
| ---------- | --------- | ------------------ | --------------------- | ------------ | ------------ | ------------------- | -------------------- | ----------------- |
| 1          | 1         | Tod am See         | Smrt u jezera         | Jiří Sequens | Jiří Sequens | 18. Apr. 1975       | 9. März 1976         | 1945              |
| 2          | 2         | Feueranbeter       | Vyznavači ohně        | Jiří Sequens | Jiří Sequens | ?                   | 12. März 1976        | 1946              |
| 3          | 3         | Insulin            | Loupež sladkého       | Jiří Sequens | Jiří Sequens | ?                   | 16. März 1976        | 1947              |
| 4          | 4         | Rubinkreuze        | Rubínové kříže        | Jiří Sequens | Jiří Sequens | ?                   | 19. März 1976        | 1947              |
| 5          | 5         | Fuchsjagd          | Hon na lišku          | Jiří Sequens | Jiří Sequens | ?                   | 23. März 1976        | 1948              |
| 6          | 6         | Bestien            | Bestie                | Jiří Sequens | Jiří Sequens | ?                   | 26. März 1976        | 1949              |
| 7          | 7         | Kupferstiche       | Mědirytina            | Jiří Sequens | Jiří Sequens | ?                   | 30. März 1976        | 1950              |
| 8          | 8         | Angst              | Strach                | Jiří Sequens | Jiří Sequens | ?                   | 2. Apr. 1976         | 1951              |
| 9          | 9         | Fracht für Hamburg | Loď do Hamburku       | Jiří Sequens | Jiří Sequens | ?                   | 6. Apr. 1976         | 1952              |
| 10         | 10        | Brandstiftung      | Vrah se skrývá v poli | Jiří Sequens | Jiří Sequens | ?                   | 9. Apr. 1976         | 1953              |

### Staffel 2
| Nr. (ges.) | Nr. (St.) | Deutscher Titel                     | Originaltitel            | Regie        | Premiere ČSSR (ČST) | Dt. Premiere (DFF 1) | Jahr der Handlung |
| ---------- | --------- | ----------------------------------- | ------------------------ | ------------ | ------------------- | -------------------- | ----------------- |
| 11         | 1         | Der Kreuzweg                        | Křížová cesta            | Jiří Sequens | ?                   | 1. Apr. 1977         | 1954              |
| 12         | 2         | Die Zange                           | Kleště                   | Jiří Sequens | ?                   | 7. Apr. 1977         | 1955              |
| 13         | 3         | Schurken im Geschäft                | Romance o nenápadné paní | Jiří Sequens | ?                   | 15. Apr. 1977        | 1956              |
| 14         | 4         | Das Ende einer schmutzigen Karriere | Konec velké šance        | Jiří Sequens | ?                   | 22. Apr. 1977        | 1957              |
| 15         | 5         | Verbrechen an der Moldau            | Kvadratura ženy          | Jiří Sequens | ?                   | 29. Apr. 1977        | 1958              |
| 16         | 6         | Die Dame mit dem Wappen             | Dáma s erbem             | Jiří Sequens | ?                   | 6. Mai 1977          | 1959              |
| 17         | 7         | Die verfluchte Erbschaft            | Prokleté dědictví        | Jiří Sequens | ?                   | 13. Mai 1977         | 1960              |
| 18         | 8         | Weiße Linien                        | Bílé linky               | Jiří Sequens | ?                   | 25. Mai 1977         | 1961              |
| 19         | 9         | Die dritte Geige                    | Třetí housle             | Jiří Sequens | ?                   | 27. Mai 1977         | 1962              |
| 20         | 10        | Blaue Lichter                       | Modrá světla             | Jiří Sequens | ?                   | 3. Juni 1977         | 1963              |

### Staffel 3
| Nr. (ges.) | Nr. (St.) | Deutscher Titel                       | Originaltitel            | Regie        | Premiere ČSSR (ČST) | Dt. Premiere (DFF 1) | Jahr der Handlung |
| ---------- | --------- | ------------------------------------- | ------------------------ | ------------ | ------------------- | -------------------- | ----------------- |
| 21         | 1         | Der Herr aus Salzburg                 | Pán ze Salcburku         | Jiří Sequens | ?                   | 13. Juni 1980        | 1964              |
| 22         | 2         | Tatrapastorale                        | Tatranské pastorále      | Jiří Sequens | ?                   | 20. Juni 1980        | 1965              |
| 23         | 3         | Ein glückliches und frohes neues Jahr | Šťastný a veselý         | Jiří Sequens | ?                   | 27. Juni 1980        | 1966              |
| 24         | 4         | Gaukler                               | Klauni                   | Jiří Sequens | ?                   | 4. Juli 1980         | 1967              |
| 25         | 5         | Das Kesseltreiben                     | Štvanice                 | Jiří Sequens | ?                   | 11. Juli 1980        | 1968              |
| 26         | 6         | Der Brunnen                           | Studna                   | Jiří Sequens | 27. Jan. 1980       | 18. Juli 1980        | 1969              |
| 27         | 7         | Ohne Paß in Bella Vista               | Rukojmí v Bella Vista    | Jiří Sequens | ?                   | 25. Juli 1980        | 1970              |
| 28         | 8         | Botschaft aus einem unbekannten Land  | Poselství z neznámé země | Jiří Sequens | ?                   | 1. Aug. 1980         | 1971              |
| 29         | 9         | Verwirrung in der Band                | Mimikry                  | Jiří Sequens | ?                   | 8. Aug. 1980         | 1972              |
| 30         | 10        | Rosen für Zeman                       | Růže pro Zemana          | Jiří Sequens | ?                   | 15. Aug. 1980        | 1973              |

## Ausstrahlung und Kritik
Die Serie wurde ab 1976 auch in der DDR ausgestrahlt und im Winter 1987/88 zum letzten Mal wiederholt. Sie kam auch in Ungarn, Bulgarien, Rumänien, Polen, Kuba, Finnland, Japan, Portugal, der UdSSR und Österreich zur Aufführung.
In Tschechien gab es 1999 anlässlich einer Wiederausstrahlung öffentliche Debatten um die Serie, der vorgeworfen wurde, kommunistische Propaganda zu transportieren und in diesem Zug „politisch Andersdenkende als Kriminelle darzustellen“.